# Hemirhagerrhis nototaenia
Espèce
Synonymes
- Coronella nototaenia Günther, 1864
- Amplorhinus güntheri Mocquard, 1906

Hemirhagerrhis nototaenia est une espèce de serpents de la famille des Lamprophiidae.

## Répartition
Cette espèce se rencontre :
- au Burkina Faso ;
- au Niger ;
- au Cameroun ;
- en République centrafricaine ;
- en République démocratique du Congo ;
- au Tchad ;
- au Soudan ;
- au Soudan du Sud ;
- en Éthiopie ;
- en Somalie ;
- au Kenya ;
- en Tanzanie ;
- au Malawi ;
- au Zimbabwe ;
- au Mozambique ;
- en Zambie ;
- en Afrique du Sud ;
- dans le nord du Botswana ;
- en Namibie ;
- dans le sud de l'Angola.

Sa présence est incertaine au Bénin.

## Publication originale
- Günther, 1864 : Report on a collection of reptiles and fishes made by Dr. Kirk in the Zambesi and Nyassa regions. Proceedings of the Zoological Society of London, vol. 1864, p. 303-314 (texte intégral).